# Zirándaro de los Chávez
Zirándaro de los Chávez (del purépecha: Phoré-Siranda; Aro ‘libro, papel o carta; lugar’‘A donde está el árbol o Árbol de donde se hace papel’) es una ciudad mexicana del estado de Guerrero, ubicada en la región de Tierra Caliente de la entidad. Es cabecera del municipio de Zirándaro.

## Toponimia
Desde 1971, la localidad lleva el agregado de los Chávez, en honor a Rodolfo e Ignacio Chávez Sánchez, el primero, jurista que ejerció el cargo de ministro de la Suprema Corte de Justicia de la Nación; el segundo, médico, considerado el padre de la Cardiología en México.
Dice el libro Crónicas de Tierra Caliente del Ing. Alfredo Mundo Fernández que el nombre correcto es Sirándaro y no Zirándaro. Ese antiquísimo nombre está en tarasco y significa "lugar de la siranda", donde la siranda es el árbol de amate y del cual se saca madera para hacer papel y de ahí que algunos digan que significa "lugar del papel", lo que es incorrecto... Según, Nicolás León, uno de los más grandes cronistas e investigadores de la cultura tarasca, la terminación "aro", "ero", significa "lugar de...", por lo tanto, sería "lugar de sirandas" o "lugar de la siranda"... y como dato determinante, jamás podría definirse como "lugar del papél" o "lugar del árbol del papél", etc., ya que los Purépechas o Tarascos no conocieron ninguna forma de escritura. La Relación de Sirándaro y Guayameo, Cuseo, de 1579, dice que se le llamó así porque había en el pueblo un árbol muy grande de siranda.

## Localización
Zirándaro se localiza en la porción norponiente del estado, a un costado del río Balsas, que en esta región sirve como frontera natural con el estado de Michoacán. La localidad se sitúa a una altitud de 200 metros sobre el nivel del mar, en las coordenadas geográficas 18°28′19″N 100°58′41″O / 18.47194, -100.97806, y a 62 kilómetros de Ciudad Altamirano, la localidad más poblada de la región, sobre una carretera repartida en tramos federal (134) y estatal. También se encuentra conectada con el estado de Michoacán, a través de un entronque hacia la carretera Huetamo - Churumuco.

### Distancias
Las distancias entre Zirándaro de los Chávez y algunas localidades principales o puntos de referencia son las siguientes:
- Coyuca de Catalán — 57 km
- Entronque a Carretera Federal 134 (Coyuca de Catalán - Zihuatanejo) — 46 km
- Ciudad Altamirano — 62 km
- Zihuatanejo — 231 km
- Chilpancingo de los Bravo — 345 km
- Ciudad de México — 330 km

## Acontecimientos relevantes
Dice el libro Crónicas de Tierra Caliente que fray Juan Bautista Moya después de fundar conventos e iglesias en Pungarabato, Tuzantla y Cutzamala llega a Zirándaro y regala a los indígenas un bulto de San Nicolás Tolentino, y ellos a cambio le regalan unas dilatadas mantas donde aparece aquel apóstol de Tierra Caliente. Ahí mismo ejecuta el prodigio de los "panes de sangre" que se narra en detalle. Todo alrededor de 1555. Un poco antes, sigue diciendo aquella obra, en 1523 llega a Zirándaro el capitán don Antonio de Carvajal con un reducido grupo de españoles y un negro, por orden de don Hernán Cortés; son recibidos por el cacique Zemboruta que es llevado en litera y les ofrecen frutas y aves. Otro suceso de la Crónica de Tierra Caliente del Ing. Alfredo Mundo Fernández dice que de 1480 a 1520 Zirándaro con otros pueblos de Tierra Caliente llevan bastimentos y jóvenes a la guarnición de diez mil guerreros que el rey de Michoacán el Gran Irecha tenía en Cutzamala que en ese tiempo se llamaba Apatzingani. Además narra la Congregación de Zirándaro entre 1598 y 1603 y la orden de unirse con Guayameo el Viejo que estaba muy cerca y narra su fundación por el rey michoacano. La citada obra Crónicas de Tierra Caliente dice que en 1566 el encomendero de Zirándaro era el joven Alonso González Dávila o de Ávila, junto con su hermano Gil; ambos participan en la rebelión de Martín Cortés junto con el encomendero de Cutzamala el joven Bernardino Pacheco de Bocanegra, Hernando de Bazán encomendero de Pungarabato y otros hijos de conquistadores que estuvieron en Tierra Caliente entre 1523 y 1527. Toda esta rebelión de calentanos en la Ciudad de México en 1566 se narra detalladamente en Crónicas de Tierra Caliente. El 30 de septiembre de 1818, durante la etapa de resistencia de la guerra de independencia de México, la ciudad fue escenario de una de las batallas del general Vicente Guerrero, jefe de las de las tropas del sur, contra las fuerzas realistas del coronel José Gabriel de Armijo en donde resultarían vencedores las tropas insurgentes de Guerrero tras hacerlos repeler desde el conocido arroyo de la guerra hasta la iglesia del pueblo. Allí resistirían por espacio de siete días hasta culminar con su derrota definitiva. Durante el enfrentamiento se dio la huida de alrededor de cien realistas. El libro Crónicas de Tierra Caliente del Ing. Alfredo Mundo Fernández narra con detalles esa famosa batalla del Cerro de Barrabás, que también se llama Cerro del Campo y Fuerte Santiago, siendo uno de los fuertes naturales más importantes en la Guerra de Independencia junto con Cutzamala según oficios de la Secretaría de Guerra, hoy Secretaría de la Defensa Nacional. La batalla fue el 30 de septiembre de 1815 entre las fuerzas virreinales del temible general José Gabriel de Armijo y las insurgentes del general Vicente Guerrero. Empezó en el pueblo de San Agustín, en las faldas del Cerro de Barrabás, pero los hombres de Armijo huyen corriendo hasta Zirándaro donde permanecen siete días pero finalmente son vencidos por el general Guerrero, que recoge un buen botín.

## Demografía

### Población
Conforme al Censo de Población y Vivienda 2010 realizado por el Instituto Nacional de Estadística y Geografía (INEGI) con fecha censal del 12 de junio de 2010, la localidad de Zirándaro de los Chávez contaba hasta ese año con un total de 3254 habitantes, de dicha cantidad, 1671 eran hombres y 1583 eran mujeres.

## Cultura
Esta localidad posee un corrido musical llamado "Zirándaro" compuesto en 1956 por Bolívar Gaona Salgado (1922-2007), una de las piezas más conocidas de Tierra Caliente que describe los pasajes de sus localidades y su gente. El tema ha sido grabado e interpretado por diversas bandas, duetos y conjuntos musicales, entre ellos, Juan Reynoso Portillo, la Banda Chilacachapa, el Dueto Río Balsas y la Orquesta Filarmónica de Acapulco.